# Hosejn Charrazi
Hosejn Charrazi (ur. 1957, zm. 27 lutego 1987) – irański wojskowy.

## Życiorys
Był żołnierzem zawodowym. Zdezerterował z armii irańskiej podczas rewolucji islamskiej, następnie wstąpił do Korpusu Strażników Rewolucji Islamskiej krótko po jego sformowaniu. Po kilku miesiącach służby w tej formacji i walki w wojnie iracko-irańskiej został promowany na stopień generalski i mianowany dowódcą nowo utworzonej brygady, następnie dywizji Strażników Rewolucji „Imam Hosejn”. Odegrał kluczową rolę w odblokowaniu oblężonego przez Irakijczyków Abadanu (operacja Ósmy Imam rozpoczęta 27 września 1981), brał udział w odbiciu z rąk irackich Chorramszahru  (operacja Jerozolima, Bajt al-Mukkaddas, 30 kwietnia-23 maja 1982).  
Podczas operacji Zorza 4 (19-30 października 1983) został ciężko ranny, stracił rękę. Brał jednak udział w kolejnych operacjach irańskich mających na celu zdobycie półwyspu al-Fau. W czasie operacji Karbala 5 (8/9 stycznia-26 lutego 1987) dowodzona przez niego dywizja „Imam Hosejn” była w awangardzie atakujących sił irańskich. Prowadzący żołnierzy do ataku Hosejn Charrazi zginął, trafiony pociskiem moździerzowym.  
Odznaczony Medalem Zwycięstwa.